# Oxydia nigrinotata
Oxydia nigrinotata là một loài bướm đêm trong họ Geometridae.